# P. J. Byrne
Paul Jeffrey Byrne, detto P.J. (Maplewood, 15 dicembre 1974), è un attore statunitense.

## Biografia
Nato a Maplewood in New Jersey, dopo aver recitato in numerose serie televisive, si ricordano soprattutto i suoi ruoli in serie come The Game dove interpreta il ruolo di Irv Goldman Sachs e in La leggenda di Korra dove ottiene il ruolo di Bolin. Nel 2013 è nel cast di Intelligence, serie in cui interpreta il ruolo di Nelson Cassidy.

## Filmografia

### Attore

#### Cinema
- Max Keeble's Big Movie, regia di Tim Hill (2001)
- La grande sfida (29 Palms), regia di Leonardo Ricagni (2002)
- Debito di sangue (Blood Work), regia di Clint Eastwood (2002)
- Una settimana da Dio (Bruce Almighty), regia di Tom Shadyac (2003)
- Vita da strega (Bewitched), regia di Nora Ephron (2005)
- Dick & Jane - Operazione furto (Fun with Dick and Jane), regia di Dean Parisot (2005)
- Perché te lo dice mamma (Because I Said So), regia di Michael Lehmann (2007)
- Loveless in Los Angeles, regia di Archie Gips (2007)
- Un'impresa da Dio (Evan Almighty), regia di Tom Shadyac (2007)
- La guerra di Charlie Wilson (Charlie Wilson's War), regia di Mike Nichols (2007)
- First Sunday - Non c'è più religione (First Sunday), regia di David E. Talbert (2008)
- Be Kind Rewind - Gli acchiappafilm (Be Kind Rewind), regia di Michel Gondry (2008)
- Kissing Cousins, regia di Amyn Kaderali (2008)
- Surfer, Dude, regia di S.R. Bindler (2008)
- Soul Men, regia di Malcom D. Lee (2008)
- Hollywood - Un sogno a luci rosse (Finding Bliss), regia di Julie Davis (2009)
- Misure straordinarie (Extraordinary Measures), regia di Tom Vaughan (2010)
- A cena con un cretino (Dinner for Schmucks), regia di Jay Roach (2010)
- Monster Heroes, regia di Danny Cistone (2010)
- Come ammazzare il capo... e vivere felici (Horrible Bosses), regia di Seth Gordon (2011)
- Final Destination 5, regia di Steven Quale (2011)
- Absolute Killers, regia di Heather Hale (2011)
- Son of Morning, regia di Yaniv Raz (2011)
- Candidato a sorpresa (The Campaign), regia di Jay Roach (2012)
- K-11, regia di Jules Stewart (2012)
- The Wolf of Wall Street, regia di Martin Scorsese (2013)
- Una notte in giallo (Walk of Shame), regia di Steven Brill (2014)
- Eloise, regia di Robert Legato (2014)
- Boneyard Canteen, regia di David Pope (2014)
- Men of Granite, regia di Dwayne Johnson-Cochran (2014)
- Regali da uno sconosciuto - The Gift (The Gift), regia di Joel Edgerton (2015)
- Mistero a Eloise (Eloise), regia di Robert Legato (2016)
- Autobiografia di un finto assassino (True Memoirs of an International Assassin), regia di Jeff Wadlow (2016)
- The Clapper, regia di Dito Montiel (2017)
- 40 sono i nuovi 20 (Home Again), regia di Hallie Meyers-Shyer (2017)
- Rampage - Furia animale (Rampage), regia di Brad Peyton (2018)
- Ore 15:17 - Attacco al treno (The 15:17 to Paris), regia di Clint Eastwood (2018)
- Green Book, regia di Peter Farrelly (2018)
- The World Without You, regia di Darmon Shalit (2019)
- Countdown, regia di Justin Dec (2019)
- Bombshell - La voce dello scandalo (Bombshell), regia di Jay Roach (2019)
- Mob Town, regia di Danny A. Abeckaser (2019)
- Somewhere in Queens, regia di Ray Romano (2022)
- The Moon & Back, regia di Leah Bleich (2022)
- Spirited - Magia di Natale (Spirited), regia di Sean Anders (2022)
- Babylon, regia di Damien Chazelle (2022)
- Shazam! Furia degli dei (Shazam! Fury of the Gods), regia di David F. Sandberg (2023)
- A Complete Unknown, regia di James Mangold (2024)
- Dear Santa, regia di Bobby Farrelly (2024)
- Coyote vs. Acme, regia di Dave Green (2026)

#### Televisione
- Spring Break Lawyer, regia di Alan Cohn - film TV (2001)
- Fantasmi (Haunted) - serie TV, episodio 1x08 (2002)
- E.R. - Medici in prima linea (ER) - serie TV, episodio 9x02 (2002)
- Presidio Med - serie TV, episodio 1x06 (2002)
- Crossing Jordan - serie TV, episodio 2x10 (2003)
- Prima o poi divorzio! (Yes, Dear) - serie TV, episodio 3x14 (2003)
- Squadra Med - Il coraggio delle donne (Strong Medicine) - serie TV (2003)
- The Lyon's Den - serie TV, episodio 1x09 (2003)
- Helter Skelter, regia di John Gray - film TV (2004)
- Clubhouse - serie TV, 2 episodi (2004)
- West Wing - serie TV, episodio 6x19 (2005)
- Reunion - serie TV, episodio 1x01 (2005)
- NCIS - Unità anticrimine (NCIS) - serie TV, episodio 3x13 (2006)
- Twins - serie TV, episodio 1x14 (2006)
- Four Kings - serie TV, episodio 1x05 (2006)
- Walkout, regia di Edward James Olmos - film TV (2006)
- La complicata vita di Christine (The New Adventure of Old Christine) - serie TV, episodio 1x11 (2006)
- Reno 911! - serie TV, episodio 4x05 (2006)
- Just Legal - serie TV, episodio 1x04 (2006)
- My Boys - serie TV, episodio 1x12 (2006)
- The Game - serie TV, 15 episodi (2006-2015)
- Desperate Housewives - I segreti di Wisteria Lane (Desperate Housewife) - serie TV, episodio 3x12 (2007)
- Boston Legal - serie TV, episodio 3x13 (2007)
- The 1/2 Hour News Hour - serie TV, episodio 1x02 (2007)
- Viva Laughlin - serie TV, 2 episodi (2007)
- Bones - serie TV, episodio 4x19 (2009)
- Burn Notice - Duro a morire (Burn Notice)- serie TV, episodio 3x04 (2009)
- C'è sempre il sole a Philadelphia (It's Always Sunny in Philadelphia) - serie TV, episodio 5x01 (2009)
- Three Rivers - serie TV, episodio 1x01 (2009)
- Hannah Montana - serie TV, 2 episodi (2009)
- Our Show, regia di Larry Charles - film TV (2010)
- Castle - serie TV, episodio 3x22 (2011)
- The Mentalist - serie TV, episodio 3x22 (2011)
- Angry Boys - serie TV, episodio 1x06 (2011)
- Are You There, Chelsea? - serie TV, 2 episodi (2012)
- Intelligence - serie TV, 13 episodi (2014)
- Being Mary Jane - serie TV, 2 episodi (2015)
- Vinyl - serie TV, 10 episodi (2016)
- Blindspot - serie TV, episodio 2x06 (2016)
- I'm Dying Up Here - Chi è di scena? (I'm Dying Up Here) - serie TV, 7 episodi (2017-2018)
- Big Little Lies - Piccole grandi bugie (Big Little Lies) – serie TV, 9 episodi (2017-2019)
- Tremors, regia di Vincenzo Natali - film TV (2018)
- Black Lightning - serie TV, 5 episodi (2018-2019)
- Black-ish - serie TV, episodio 5x09 (2019)
- Dynasty - serie TV, 2 episodi (2019)
- Lodge 49 - serie TV, episodio 2x10 (2019)
- All Rise - serie TV, 2 episodi (2020-2021)
- The Boys - serie TV (2020-in corso)
- Loro (Them) – serie TV, 3 episodi (2021)
- Non ho mai... (Never Have I Ever) - serie TV, 6 episodi (2021)
- Ghosts - serie TV, episodio 1x01 (2021)
- Cobra Kai - serie TV, episodio 4x08 (2021)
- Roar - serie TV, episodio 1x04 (2022)
- Irreverent - serie TV, 10 episodi (2022)
- Gen V - serie TV (2023)

### Doppiatore
- La leggenda di Korra (The Legend of Korra) - serie TV, 47 episodi (2012-2014)
- Justice League Action - serie TV, 8 episodi (2017)
- DC Super Hero Girls - serie TV, episodio 2x11 (2021)

## Doppiatori italiani
Nelle versioni in italiano delle opere in cui ha recitato, P. J. Byrne è stato doppiato da:
- Luigi Ferraro in Castle, The Mentalist, Una notte in giallo, 40 sono i nuovi 20, Babylon, Shazam! Furia degli dei
- Oreste Baldini in NCIS - Unità anticrimine, Candidato a sorpresa, Rampage - Furia animale
- Gabriele Patriarca in The Boys, Gen V
- Francesco Sechi in La guerra di Charlie Wilson
- Fabrizio Picconi in Desperate Housewives
- Nanni Baldini in Come ammazzare il capo... e vivere felici
- Luca Graziani in Bones
- Mino Caprio in Burn Notice - Duro a morire
- Gianluca Crisafi in Final Destination 5
- Edoardo Stoppacciaro in The Wolf of Wall Street
- Alberto Bognanni in Regali da uno sconosciuto - The Gift
- Stefano Broccoletti in Autobiografia di un finto assassino
- Simone Crisari in Countdown
- Gabriele Lopez in Bombshell - La voce dello scandalo
- Federico Viola in Blindspot
- Raffaele Palmieri in Black Lightning
- Paolo Carenzo in Cobra Kai
- Gianluca Machelli in All Rise
- Daniele Di Matteo in Spirited - Magia di Natale
- Massimo De Ambrosis in A Complete Unknown

## Riconoscimenti
- Screen Actors Guild Award
  - 2023 - Candidatura al miglior cast cinematografico per Babylon